# Tipula (Microtipula) urophora
Tipula (Microtipula) urophora is een tweevleugelige uit de familie langpootmuggen (Tipulidae). De soort komt voor in het Neotropisch gebied.